# Relationsspel
Relationsspel eller virtuella dockskåp är en datorspelsgenre.
Det mest spridda spelet i genren är The Sims, som toppat säljlistorna i ett par år med sina många expansioner. Andra titlar är Singles och Space Colony.
Egentligen var inte relationssystemet i The Sims särskilt nyskapande – minst lika komplexa modeller har funnits i onlinerollspel. Ändå är det the Sims som har gjort många nya grupper intresserade av datorspel, inte minst flickor.

### Fotnoter
1. ↑  Wright, Will. ”Presentation: Sculpting Possibility Space”. http://itc.conversationsnetwork.org/shows/detail376.html. Läst 16 mars 2008.